# Осада Орана (1556)
Осада Орана — эпизод османо-габсбургских войн.

## Ход битвы
Летом 1556 года османские войска, двигавшиеся со стороны Алжира, подошли к Орану и осадили его. Осада, ведшаяся с суши и моря, была неудачной и закончилась в августе 1556 году, когда османский флот отошёл в восточную часть Средиземного моря.
Во время осады турками-османами Орана, марокканцы в союзе с испанцами захватили город Тлемсен.